# 大區領導
大區領導（德語：Gauleiter）或稱大區長官，是納粹德國設立的官職之一，也是納粹德國時期各大區的領導者。大區長官是納粹德國第二高階的職位，僅次於元首（Führer）和全國領導（Reichsleiter），只能由希特勒直接任免產生。大區長官有自己獨特的徽章和軍旗。在理論上來說，大區長官只是納粹黨的職務。但由於納粹德國期間，地方政府的民事行政機構淪為橡皮圖章，大區長官才是地方真正的實權者。